# Château de Rulliac
Le château de Rulliac (ou manoir de Rulliac) est un château français situé à Saint-Avé, dans le Morbihan, en région Bretagne.

## Situation
Le manoir est situé au lieu-dit Rulliac, à environ 2 km à vol d'oiseau au nord du centre-ville de Saint-Avé et environ 2,1 km. au sud-est du centre-ville de Meucon.

## Histoire
Le site du château est occupé dès l'époque romaine, dont on a découvert des restes de mur et d'ossaria.
Le château est construit au XVe siècle, et la façade reprise en 1544-1555 pour Jean d'Arz. De cette époque date également la tour de guet.
Le château appartient successivement aux familles Bodeven, Lestrelin, d'Arz, Bodeven, Rolland, d'Arradon, de Lantivy, La Haye, Viel de Poulpry, Argence, Filhol de Camas, Le Diberder et Dubois (depuis 1968).
Le château est fragilisé par un séisme en 1950, ce qui a nécessité son renforcement par la pose de contreforts.
La façade sur la cour d'honneur est inscrite au titre des monuments historiques par arrêté du 8 juin 1925.

## Architecture
La façade, construite en moellons, est percée de grandes baies et d'une entrée principale en anse de panier ornée d'un fronton triangulaire et de pilastres. Du toit émergent trois lucarnes sculptées : frontons circulaires (aux extrémités) ou rectiligne (au centre) et pilastres portant losanges et cercles.
Un parc de plusieurs hectares, enclos de murs de pierre, entoure la bâtisse. On y trouve plusieurs tilleuls, recensés par le conseil départemental comme arbres remarquables.

## Galerie

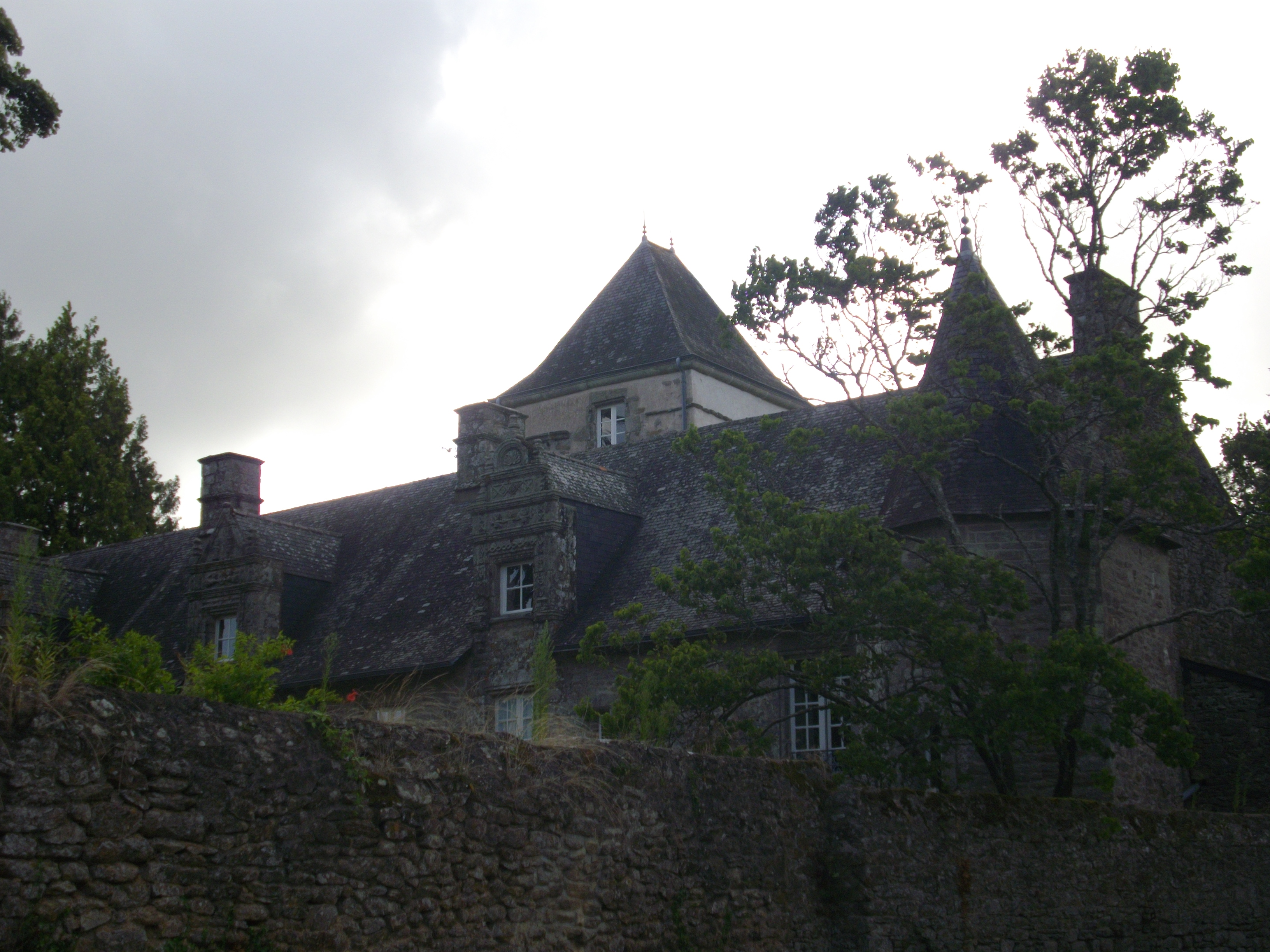
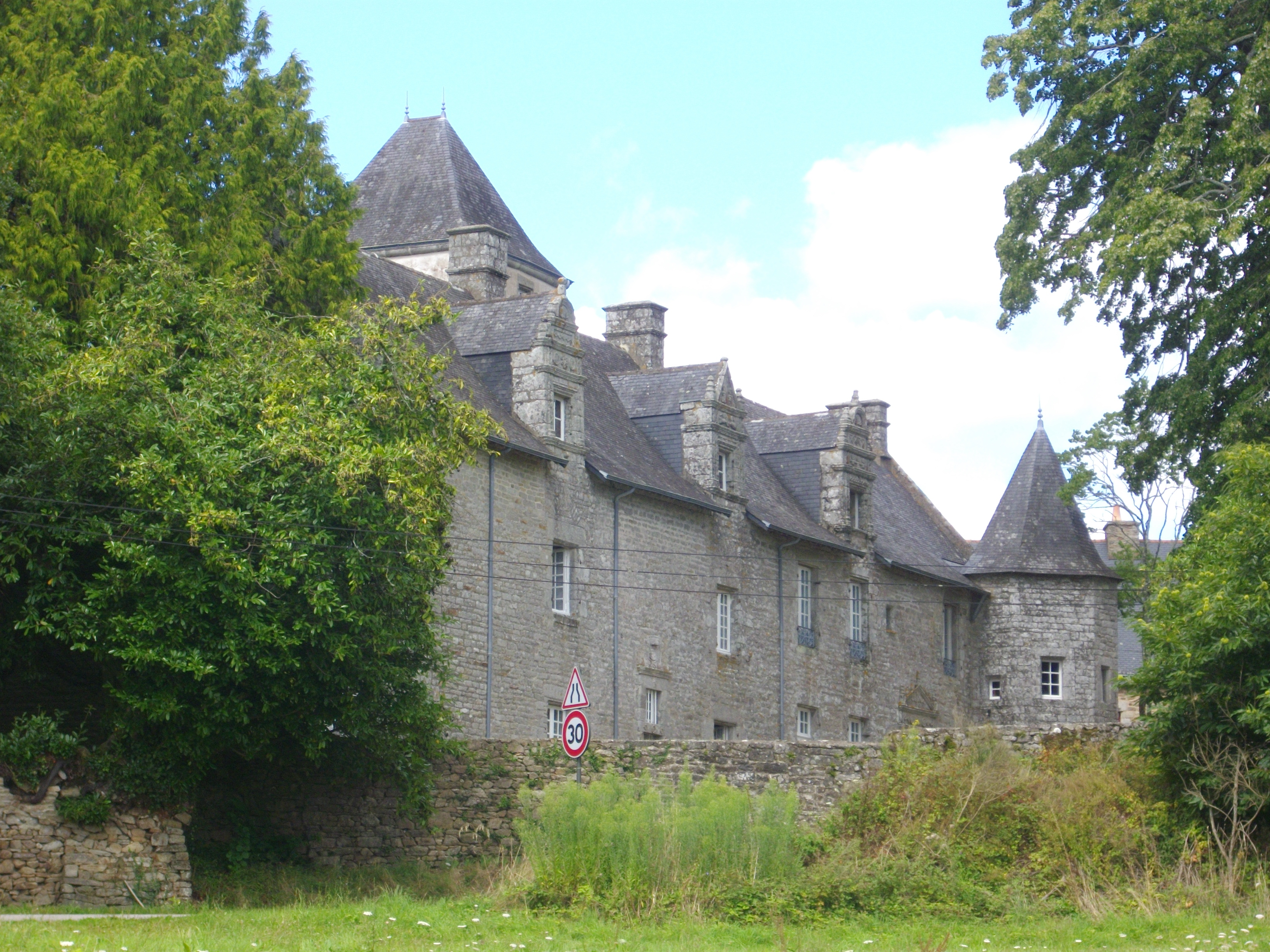